# Nachtschicht – Vatertag
Nachtschicht – Vatertag ist ein deutscher Spielfilm von Lars Becker aus dem Jahr 2004. Er ist der zweite Teil der Filmreihe Nachtschicht mit Armin Rohde, Katharina Böhm, Ken Duken und Minh-Khai Phan-Thi in den Hauptrollen.

## Handlung
Der aufgrund einer aggressiven Krebserkrankung auf Bewährung entlassene mazedonische Gewaltkriminelle Felix Santini hat ein letztes Ziel: noch einmal eine Zeit lang mit seinem Sohn Toni zusammen zu sein. Das Problem: Seine Ex-Frau gab diesen schon vor Jahren zur Adoption frei. Entsprechend wütend und gewalttätig tritt Santini bei seiner Ex-Frau auf, die sich Schutz von der Polizei erhofft und den Kriminaldauerdienst alarmiert. Als Hauptkommissar Erichsen und seine Kollegin Paula Bloom erscheinen, knickt die Frau, von Santini eingeschüchtert, ein. Dennoch nehmen sie den Mann mit aufs Revier, wo er aber noch in der gleichen Nacht wieder freigelassen werden muss. Auf der Suche nach seinem Jungen bedroht Santini die Leiterin der Adoptionsbehörde, sodass er den Aufenthaltsort seines Sohnes herausfindet. Neuer Ziehvater des Jungen ist ausgerechnet der ehrgeizige Chef des Polizei-Kommissariats für interne Ermittlungen, der derzeit die Amtsenthebung von Hauptkommissar Erichsen aufgrund der bleibenden Unklarheiten im Fall des Geiselnehmers Schlosser betreibt, da dieser von Erichsen erschossen wurde und dessen Beute in Höhe von 500.000 Euro aus einem früheren Raub verschwunden ist. Aufgrund von Kramers Vorliebe für die Einhaltung von Regeln ist ihm gerade Erichsen wegen seiner ständigen Eskapaden und seiner Gewaltbereitschaft im Dienst ein Dorn im Auge. Und so provoziert Kramer Erichsen solange, bis dieser von ihm angegriffen wird und Erichsen daraufhin mit sofortiger Wirkung suspendiert wird.
Für Kramer und seine Frau bricht eine Welt zusammen, als Santini seinen Sohn in seine Gewalt bringt. Santini will Toni zwar nach 24 Stunden wieder zurückbringen, aber Kramer traut dem Mann nicht. Ohne lange zu überlegen beordert Kramer Erichsen zurück in den Dienst. Der plädiert im Gegensatz zu Kramer dazu, abzuwarten, schließlich würde Santini aufgrund seiner Krankheit dem Jungen keine Zukunft bieten können. Doch bei dem sonst so pflichtbewussten und gesetzestreuen Kramer bröckelt die Fassade, als er nun selbst Opfer eines Kriminellen ist. Er sieht nur noch einen Ausweg: Toni mit Gewalt seinem leiblichen Vater zu entreißen und notfalls Santini sogar zu erschießen. Gemeinsam mit Erichsen macht er sich auf die Suche und findet Santini am Strand beim Fußballspielen mit seinem Sohn. Während Erichsen auf einen günstigen Moment warten will, stürmt Kramer auf Santini zu und als dieser zu seiner Waffe greift, wird er vor den Augen seines Sohnes von Kramer erschossen. Dass Santinis Waffe gar nicht geladen war und er somit nur einem langsamen und qualvollen Sterben entgehen wollte, konnte Kramer nicht wissen. Für sein Handeln muss er sich nun juristisch verantworten. Denn obwohl das Verfahren gegen Erichsen überraschend schnell eingestellt wurde, ist er nicht bereit, für den guten Ruf der Polizei die Unwahrheit zu sagen, denn Kramer hatte nicht übereilt, sondern vorsätzlich geschossen. 
Theodora Santini hatte seinerzeit versucht, die Adoptionsfreigabe für ihren Sohn rückgängig zu machen, konnte aber nichts ausrichten. Aufgrund der aktuellen Situation und der Tatsache, dass Tonis Ziehvater in seinem Beisein einen Menschen getötet hat, hofft sie, den Jungen nun doch wieder zurückzubekommen. Polizeipsychologin Paula Bloom macht ihr da jedoch keine Hoffnungen. Enttäuscht und verbittert setzt sich Theodora Santini ins Auto und rammt in voller Absicht den Wagen der Kramers. Simon Kramer wird dabei schwer verletzt, sie selbst überschlägt sich mit ihrem Auto und kommt ums Leben.
Im Verlauf ihrer Nachtschicht haben Erichsens Kollegen auch mit anderen Fällen zu tun. So ist der geistig zurückgebliebene Fritz Schulz aus einer Betreuungseinrichtung geflohen und feiert den Vatertag in einer Bar. Dort beginnt er zu randalieren und flieht danach in einem Taxi. Schulz hat zeitweise, trotz seiner Behinderung, große kriminelle Energie und ist bei der Polizei wegen gefährlicher Körperverletzung aktenkundig. Die Suche nach ihm führt Teddy Schrader und Mimi Hu in ein Krankenhaus, in dem Schulz früher gearbeitet hat. Ehe er hier einer der Krankenschwestern, in die er  verliebt zu sein glaubt, etwas antun kann, wird er festgenommen. Weiterhin gelingt es dem Team der Nachtschicht, Santinis windigen Anwalt festzunehmen, als dieser für seinen Mandanten eine größere Menge Morphium bei sich hat, mit dem er Santini regelmäßig versorgt hat.

## Kritiken
Rainer Tittelbach von Tittelbach.tv wertete: „Hamburger Nächte sind lang. Beim zweiten Einsatz der ZDF-‚Nachtschicht‘ gerät das hoch motivierte Quartett zwischen die emotionalen Fronten extremer Familienbande und muss sich mit einem flüchtigen Psychiatrie-Patienten herumschlagen. Lars Becker auf den Spuren von 24. Keiner beherrscht es hierzulande so gut wie Becker, Alltag und Genre-Künstlichkeit zu einem stimmigen Ganzen zu verschmelzen. Amerikanisch und zugleich sehr deutsch.“ „Der Grundkonflikt scheint deutlich durch diese düstere ‚Vaternacht‘. Alles im Leben und in diesen 15 Stunden ist eine Frage der Perspektive und der seelischen Beteiligung. Lars Becker schlägt den Krimi aber nicht mit der moralischen Keule tot. Im Fluss der Handlung, die die Gleichzeitigkeit und Vielfalt des Lebens imitiert, verwischen sich dramaturgische Kniffe leichter als in klassisch erzählten TV-Dramen.“
Das Lexikon des internationalen Films urteilte: „Mit sarkastischem Humor angereicherter (Fernseh-)Krimi um ein Ermittlungsquartett eines Hamburger Kommissariats.“
Die Kritiker der Fernsehzeitschrift TV Spielfilm meinten: „… Das ist nur einer von vielen dubiosen Zufällen in Beckers etwas überladenem Multi-Promi-Krimi. Viel Spannung, Sarkasmus und eine Riege echter ‚Typen‘ hat der Fall dennoch. Mäßig logisch – mächtig rasant.“
Ingo Löchel schrieb für zauberspiegel-online.de: „Sieht man mal davon ab, dass der Fernsehfilm mit ein bisschen zu vielen Zufällen spielt (der Sohn des Gangsters Santini wurde von dem Polizisten Kramer und seiner Frau adoptiert, der als interner Ermittler bei der Polizei gegen Erichson ermitteln etc.) hat der Regisseur […] eine intensive und spannende Studie über zwei Männer in Gestalt des Gangsters Santini und des Polizisten Kramer inszeniert, die beiden nichts mehr zu verlieren haben. Den beiden Schauspielern Ercan Durmaz als Santini und Wotan Milke Möhring als Kramer gelingt dabei ein realistisches Bild der beiden Figuren, wobei der Gangster Santini aber viel sympathischer wirkt, als der arrogante und überhebliche Polizist Kramer.“
Prisma kam zu dem Urteil: „Eine starke Story und brillante Darsteller machen den zweiten "Nachtschicht"-Fall […] zu einem kriminalistischen Leckerbissen. Besonders gut: Axel Prahl als "Schwachkopf".“

## Veröffentlichung
Der Film erschien auf DVD im Jahr 2007 und wurde im Jahr 2015 zusammen mit Nachtschicht – Amok! nochmals veröffentlicht.